# Forrest Gump
Forrest Gump je román amerického spisovatele Winstona Grooma z roku 1986. Vypráví příběh Forresta Gumpa, muže s IQ 75, a jeho neobvyklého života. Forrest se potkává s významnými historickými osobnostmi a na vlastní kůži prožívá významné události, ale jejich význam si neuvědomuje. Příběh se odehrává převážně v USA v 2. polovině 20. století a s humorem, nadsázkou a obrovským nadhledem vypráví o velkých událostech této doby. Román je vyprávěn v ich-formě, do češtiny jej přeložil Šimon Pellar. Na motivy knihy byl roku 1994 natočen stejnojmenný film s Tomem Hanksem v hlavní roli. Volným pokračováním je kniha Gump & spol. (anglicky: Gump & Co.).

## Děj
IQ Forresta Gumpa je 75, přesto Forrest rád čte (například Idiota od Dostojevského, Krále Leara od Shakespeara, ale nejvíce si oblíbil Lennyho ze Steinbeckovy novely O myších a lidech). Forrestova matka svého syna pojmenovala po Nathanovi Bedfordovi Forrestovi (jižanský generál v občanské válce Severu proti jihu), který byl po válce členem Ku Klux Klanu, Forrestův otec zemřel hned poté, co se Forrest narodil (byl v práci zasypán půl tunou banánů, jež ho slisovaly). Na základní škole Forrest neměl kamarády, ale už v první třídě se seznámil s Jenny Curranovou, posléze byl Forrest umístěn do zvláštní školy, kterou navštěvoval pět, nebo šest let. Ve třinácti Forrest velmi rychle rostl, v šestnácti měřil téměř dva metry, byl také velmi silný a mohutný, a tak se z Forresta stal fotbalista, dopomohl mu k tomu náhodný kolemjdoucí, který ho naverboval do svého klubu. Brzy na to byl vybrán do celostátního fotbalového výběru. Po nešťastné náhodě s Jenny byl nespravedlivě obviněn z pokusu o znásilnění, soudce chtěl Forresta poslat do armády, ale místo toho mu povolil studovat na univerzitě, která ho přijala z toho důvodu, že získá výborného fotbalistu do svého týmu. Na univerzitě se seznámil s Curtisem a Bubbou. Bubba naučil hrát Forresta na foukací harmoniku a hrál výborně. Znovu se také setkal s Jenny, studuje hudbu a drama a hraje ve folkové kapele. Později Forrest musel opustit nedokončené studium, protože mu řada předmětů dělala problémy, které nebyl s to překonat. Když dorazil domu do Mobile, tak už na něj čekal dopis, musel k odvodu. 

Forrest v armádě prožíval mnohá dobrodružství, třeba vařil guláš v bojleru, který zanedlouho vybouchl. Forrest se opět shledal s Bubbou, jelikož přišel o sportovní stipendium. Oba odletěli posléze bojovat do Vietnamu (Qui Nhon), velel seržant Krantz. Jenny mezitím s přáteli objíždí demonstrace proti válce, stává se hippiesačkou, Jenny si s Forrestem za války dopisovala. Forresta ve válce postřelili do zadku, Bubba zemřel. Forrest kvůli zranění ležel dva měsíce v nemocnici v Danangu, kde se seznámil s Danem (učitel Dějepisu z Connecticutu) a stali se přáteli. Kongres USA udělil Forrestovi medaili za statečnost. Forrestova máma skončila v chudobinci Milosrdných sester, protože její dům vyhořel. Forresta začal bavit ping-pong. Prezident Lyndon B. Johnson osobně vyznamenával Forresta, tak chtěl ze zvědavosti vidět Forrestovu ránu, a tak mu ji ukázal a vystrčil na Prezidenta zadek, z čehož vznikl pochopitelně poprask. S podplukovníkem Goochem pak chvíli jezdil po státech a přesvědčovali studenty, aby vstoupili do armády, ale skončilo to fiaskem. Forrest poté hrál ping-pong v Číně za Spojené státy, nešlo jen o ping-pong, ale zároveň i o diplomatickou misi. V Pekingu Forresta zatkli, považovali jej za špiona, když zabloudil a hledal cestu do hotelu, nicméně ho propustili a Forrest poté zachránil život Mao Ce-tungovi, jež se topil v řece, kterou se snažil z politických důvodů přeplavat.
Armáda zanedlouho Forresta předčasně propustila, netušil, co by měl dělat, myslel na Jenny, a tak odjel autobusem do Bostonu.

V Bostonu Forrest v Hodaddy clubu našel hudební kapelu, ve které Jenny zpívala. Forrest se opět setkává s Jenny, ta mu vypráví, jak žila s Hippies, chodila se spoustou kluků, účastnila se většiny protiválečných demonstrací, momentálně zpívá s „Nakřáplými šiškami“ a žije se studentem filozofie Rudolphem. Forrest se k ním nastěhuje a jako externista začne na Harvardově univerzitě navštěvovat semináře doktora Quackenbushe (se kterým Jenny dříve chodila) „Role idiota ve světové literatuře“. Forrest také začne hrát na foukací harmoniku v Nakřáplejch šiškách. V semináři studenti hrají divadlo Krále Leara, Forrest v roli Vévody z Gloucesteru nedopatřením způsobí požár. Jenny se rozchází s Rudophem a chodí s Forrestem. Chvíli na to se spolu ovšem rozchází, jelikož Jenny viděla, jak na Forrestově klíně sedí fanynky Nakřáplejch šišek. Jenny si špatně vyložila Forrestovu dobromyslnost, kterou Forrest nezamýšlel nic nevhodného a rozchází se s ním. Nicméně, zanedlouho se opět spřátelí a přesvědčí Forresta, aby na demonstraci zahodil svou medaili za statečnost jako protest proti válce. Forrest tak učiní, ovšem tak nešťastně, že medailí uhodí do hlavy předsedu Senátu Spojených států. Soudce ho posílá do psychiatrické léčebny. Forrest tam byl téměř rok, doktorka Waltonová s doktorem Earlem zjišťují, že jeho mozek pracuje naprosto jinak, jako počítač. 

Forresta tedy posílají do NASA, prý by se mohl hodit v kosmickém středisku v Houstonu. A tak Forrest společně s Majorkou Janet Fritchovou a opičákem Sue (původně plánovaná orangutanka Sue, se omylem zamění s netrénovaným opičákem, nicméně jméno mu už zůstane) odletí do vesmíru. Sue zničí ovládací panel, proto jsou Forrest s Janet nuceni nouzově přistát a ztroskotají na Nové Guineji, setkávají se s domorodci, jeden z nich, Sam, umí anglicky. Sam vypráví, že studoval na Yale, americká rozvědka ho zaúkolovala, aby vedl partyzány proti Japoncům. Domorodci sice byli lidojedi, ale když jim Forrest a Janet pomáhali pěstovat bavlnu, což byl Samův nápad, tak se s nimi domorodci spřátelili. Forrest hrával se Samem šachy a Janet se zamilovala do Grurcka a stali se z nich milenci. Při oslavě dožínek se domorodci Forresta a Janet rozhodli sníst, v tom vesnici napadají Pygmejové. Ti nakonec zvítězili a většinu obyvatel vesnice Velkého Sama zabili. Forresta, Janet, Sue a Grurcka zajali, nakonec je ale přiletěli zachránit lidé z NASA a po téměř čtyřech letech vzali Forresta a Sue do Ameriky. Janet zůstala na ostrově s Grurckem. V Americe Forresta vítalo mnoho lidí, včetně prezidenta Nixona. Forrest hledal svou matku, ale ona utekla z chudobince s nějakým protestantem, náhodou ale potkal Dana, ze kterého se stal bezdomovec. S Danem se rozvedla žena, ten začal pít, vyhodili ho z práce a taky ho vykradli, a tak skončil na ulici. Forrest chtěl najít Jenny, zavolal bubeníkovi Nakřáplejch šišek Mosovi, ten mu pověděl, že Jenny začala mít problémy s alkoholem a kapelu opustila. Forrest zjistil, že pracuje ve firmě Temperer (výroba pneumatik) v Indianopolis, vydal se tedy za ní i s Danem vydal a opět se tak setkal s Jenny.

Jenny bydlela v malém bytě, do kterého se Forrest s Danem nastěhovali, Jenny vyprávěla, že skončila ve vězení, poté bydlela ve squatu a podobně, na Forresta nezapomněla, chtěla být u toho, když letěl do vesmíru, a taky když se vrátil zpět. Dan posléze Forresta přesvědčil, aby se z něj stal Wrestler. Forrest (s pseudonymem Hňup) často vyhrával, ale nesouhlasil s domluvenými zápasy a podobnými nekalými praktikami v zákulisí zápasů. Jenny byla nešťastná, s Forrestem se velmi milovali, Jenny se o něj bála. Po nějaké době Jenny Forresta opouští, a tak Forrest končí se zápasy a Dan ho opouští, Forrest autobusem odjíždí do Mobile, přestupuje v Nashville, kde se seznámí se staříkem Tribblem, hraje s ním šachy, díky němu se Forrest přihlásí do mezinárodního šachového turnaje. Jeho první šachový zápas se odehrává v Los Angeles, kde Forrest s Tribblem navštíví Disneyland a Hollywood, kde se seznámí s režisérem Felderem, jež ho obsadí do svého filmu, remake "Netvora z Černé laguny", do role mořského monstra, Forrest tak má hrát po boku Raquel Welchové. V šachovém turnaji se probojoval až do finále. Při natáčení se Forrest opět shledá s opičákem Sue, jež hraje v Tarzanovi, Forrestova herecká kariéra je ukončena humorným dobrodružstvím s nahou Raquel, po které oba nakrátko skončili ve vězení. Forrestovo šachové finále je zase ukončenou „díky“ Sue a Forrestovu močovému měchýři (potřeboval si jít ulevit v nejméně vhodnou dobu…). Tribble pošle Suea do Alabamy a Forrestovi dá výhry z šachu, tedy 5000 dolarů a Forrest konečně odjíždí domů do Mobile.

Shledává se svou matkou, kterou už opustil její milenec protestant. Forrest touží uskutečnit svůj sen, chovat krevety, setkává se tedy s Bubbovým otcem. Forrest rozjíždí svou firmu, chová krevety a poté je výhodně prodává, máma se stará o účetnictví, vrátil se i opičák Sue. Za Forrestem přijel Curtis, kterého Forrest zaměstnal ve své firmě. Z Forresta se zanedlouho stává milionář. Zjišťuje, že Jenny se provdala a žije s manželem v Severní Karolíně. Za Forrestem přišli po nějaké době lidi, chtěli, aby kandidoval do senátu, což nakonec taky udělal. Forrest na otázku: „Co považujete v současné době za nejnaléhavější?“ Odpověděl, že je na čase si ulevit, protože si skutečně potřeboval ulevit, nicméně jeho motto, bylo pochopeno jako symbol toho, co země potřebuje a velmi se ujalo, stalo se jeho volebním heslem. Forrest by snad i volby vyhrál, ale novináři na Forresta vytahovali špínu z jeho minulosti a Forrest nebyl šťastný, nechtěl žít takový život, rád chytal krevety a myslel na Jenny. Forrest potřeboval někam odjet, a tak si na autobusovém nádraží koupil lístek do Savannah a vzal s sebou i opičáka. Nevěděl co by dělal, takže si v Savannah na lavičce v parku začal hrát na foukací harmoniku, kolemjdoucí mu začali házet drobné, Forrest si tak opět začal vydělávat, aniž by to byl jeho záměr. Setkal se i s Danem, který se živil jako čistič bot. Žili tak spolu asi měsíc, když Forrest potkal Jenny, měla s sebou malého syna, její manžel, Donald, je vedoucí ve firmě na výrobu střešních tašek. Jenny synka pojmenovala Forrest a přiznala se Forrestovi, že jde o jeho syna.
Forrest se vrátil domů, rozhodl se z celkového zisku sádek s krevetami rozdělit mezi matku (10%), Bubbova tátu (10%) a zbytek pro malého Forresta, a poté se Danem a Sue se opět dali na cestování po Státech. Forrestovi je čtyřicet a má spoustu snů, ale jsou to jen sny, neví co se bude dít dál, ale je rád, že si může říct, že neměl nudný život.

## Úryvek z díla
Jedno vám teda povim: bejt idijot není žádnej med. Lidi se vám akorát smějou a nemají s váma trpělivost a chovaj se hnusně. Vono se toho namluví jak by na nás postižený měly bejt hodný jenomže povídali že mu hráli. Ale nestěžuju si poněvač si myslím že jsem si užil docela zajímavej život.
Idijot jsem vod narození. IQ mi zjistili pod sedumdesát takže na to mám i papíry. Teda já bysem tipoval že jsem spíš inbecil nebo možná dokonce debil i když osobně se nejradějc považuju spíš za slabomyslnýho protože jak se řekne idijot lidi si většinou představěj nějakýho mongolojda. To jsou takový ty co maj voči až u sebe a vypadaj jak číňani takže furt sliněj a sahaj si na příro.
(Winston Groom "Forrest Gump" Praha Nakladatelství XYZ 2010, str. 13, překlad Šimon Pellar)

## Filmová adaptace
V roce 1994 byla natočena filmová adaptace Forrest Gump (režie: Robert Zemeckis, hrají: Tom Hanks, Robin Wright Penn, Gary Sinise, Sally Fieldová) filmová verze zastínila svou literární předlohu, získala 6 Oscarů, film se podstatně liší od literární předlohy Winstona Grooma.